# Expédition d'Alger (1830)
Pour les articles homonymes, voir Expédition d'Alger.
Conquête de l'Algérie
Batailles
- Dellys (1830) (en)
- Sidi-Ferruch (1830)
- Staoueli (1830)
- Sidi Khalef (1830)
- Alger (1830)
- Blida (1830)
- Oran (1831)
- Bône (1832)
- 1re Bougie (1833)
- 2e Bougie (1835)
- 1re Constantine (1836)
- 2e Constantine (1837)

- Kheng-Nettah (1832)

- Sig (1835)
- Macta (1835)
- Mascara (1835)
- Habrah (1835)
- Tlemcen
- Sikkak (1836)
- Somah
- Dellys (1837) (en)

- Portes de Fer (1839)
- Mazagran (1840)
- Afroum
- Mouzaïa (1840)
- Médéa
- Matamores de Bou-Chouicha (1840)
- Ammal (1840)
- La Smala (1843)
- Isly (1844)
- Dellys (1844) (en)
- Sidi-Brahim (1845)

- Sebaou
- Chellata
- Aït Aziz

- Zibans (1844)
- Zaatcha (1849)
- Nara (1850)
- Laghouat (1852)
- Mokrani (1871)

- 1re Hoggar (1902)
- Tit (1902)
- 2e Hoggar (1902)

- Ksar el-Azoudj (1903)
- Taghit (1903)
- El-Moungar (1903)

L’expédition d'Alger, est une campagne militaire, livrée de juin à juillet 1830 par la France contre la Régence d'Alger, menée par un corps expéditionnaire de 30 000 à 40 000 hommes commandé par le général de Bourmont.
En plus du général de Bourmont, futur maréchal, cinq autres futurs maréchaux de France sont également présents dans le corps expéditionnaire : Baraguey d'Hilliers, Mac Mahon, Magnan, Pélissier, Vaillant ainsi que trois futurs grands « Africains » : Duvivier, Lamoricière et Changarnier .

## Causes et genèse de l'expédition

### Raisons de l'expédition
Durant la Révolution française, deux négociants juifs algériens, Bacri et Busnach, arrivent à nouer une relation privilégiée avec le dey d’Alger, devenant ses conseillers financiers, et bénéficient de privilèges et monopoles commerciaux qui font leur fortune. Ils fournissent en blé les armées du Directoire vers 1795-1796, sans parvenir à s’en faire régler le prix, sauf de façon partielle sous la Restauration. Ce conflit commercial connaît de multiples rebondissements plus ou moins dramatiques et empoisonne les relations entre la France et la Régence pendant une trentaine d’années.
En 1801, Napoléon Ier fait la paix avec le dey Mustapha.
La piraterie des bateaux barbaresques, surtout le long des côtes de France, Espagne et Italie, quoique déclinante, demeurait un problème en mer Méditerranée et incita Napoléon à préparer, en 1808 une expédition à Alger, au moyen de la mission secrète du colonel du génie Vincent-Yves Boutin.
Les États-Unis ont mené deux guerres contre les Barbaresques de 1801 à 1805, puis en 1815, pour y mettre fin.
Alger avait été aussi bombardée par une flotte britannico-néerlandaise en 1816, puis soumise à un blocus par la Royal Navy en 1824.
David Bacri, nommé par Napoléon consul général à Alger, est décapité en 1811 par ordre du Dey d'Alger. Cet événement est une première étape du conflit entre les Algériens et les Français.
Le dey Hussein, ne pouvant prélever sa part majoritaire sur le produit de la transaction commerciale non réglée, convoque le consul français Pierre Deval pour essayer d'obtenir le règlement des dettes de la France. C’est à la suite de ce conflit commercial que surviennent l’affaire du « coup d'éventail », le 30 avril 1827, la rupture des relations diplomatiques entre le Dey et la France, le blocus maritime du port d'Alger depuis le 15 juin 1827 jusqu'en 1830, puis la prise d'Alger et la conquête de l’Algérie.
La solution de ce conflit, en partie créé sous le Directoire et prolongé depuis de nombreuses années, offre également au roi Charles X, couronné en 1824, la possibilité de redorer son blason et de tenter de sauver la monarchie fragilisée, en s’illustrant par une conquête aux forts accents patriotiques.

### Genèse de l'expédition

#### Reconnaissance d'Alger par l'espion Boutin (1808)
L'État-major français bénéficie d'un plan de débarquement, Reconnaissance des forts et batteries d'Alger, dressé par un officier du génie, Vincent-Yves Boutin, sous le Premier Empire. Le commandant Boutin avait été envoyé en 1808 en mission comme espion dans la Régence sur ordre de Napoléon ; celui-ci préparait alors l'après campagne d'Égypte (1798-1801) avec un débarquement à Alger et une colonisation de l'Afrique du Nord. Afin de ne point éveiller les soupçons des Ottomans, Boutin avait été envoyé auprès du consul général français à Alger, Charles-François Dubois-Thainville (frère du général), en se faisant passer pour son cousin, amateur de voyage.
Boutin accomplit avec succès sa mission d'espionnage du 24 mai 1808 au 16 juillet 1808. Ses relevés lui permettent non seulement d'établir Sidi-Ferruch comme lieu propice à un débarquement mais également d'élaborer un plan de contournement d'Alger dont l'itinéraire emprunte Staoueli, Sidi Khalef et le Bordj Moulay Hassan (futur "Fort l'Empereur"). Son rapport suggère l'emploi d'une force d'environ 35 000 à 40 000 hommes. Il contient même des recommandations à l'adresse de la future armée d'occupation. Quinze ans après l'assassinat de Boutin lors d'une mission en Syrie, le commandant en chef du corps expéditionnaire contre la régence d'Alger Louis de Bourmont (ministre de la Guerre), assisté du commandant de la flotte Duperré mettent en application son travail de 1808 ; travail qui sert de base au géographe Charles Picquet pour son Aperçu historique, statistique et topographique sur l'état d'Alger : à l'usage de l'armée expéditionnaire d'Afrique publié par le dépôt de la guerre en 1830. À l'occasion du centenaire du débarquement français, les autorités d'Alger rendent hommage à Boutin avec l'inauguration d'une table d'orientation à son nom.

#### Préparatifs à partir de 1827
Dès le mois d'août 1827, le capitaine Collet, commandant la station navale du blocus devant Alger, est chargé par le marquis de Clermont Tonnerre, alors ministre de la guerre, de concevoir une offensive militaire. Les relevés topographiques précis effectués de mai à juillet 1808 par le colonel Boutin, alors que l'Empereur Napoléon Ier envisageait déjà cette opération pour mettre fin aux exactions des navires de la Régence d'Alger, sont activement exploités.
Un projet d'offensive prévoyant un débarquement à l'écart d'Alger est présenté en conseil des ministres le 14 octobre 1827, mais ajourné à cause de l'accroissement des tensions avec l'empire ottoman.
La bataille de Navarin, survient quelques jours plus tard, le 20 octobre 1827, suivie par l'expédition de Morée, lancée en Grèce en août 1828.
Les tergiversations politiques font durer le blocus d'Alger pendant plus de deux ans, malgré son coût, et l'offensive s'organise finalement à partir de l'automne 1829 pour être entreprise à la belle saison, au printemps suivant.
Le Roi de France, Charles X, et le président du Conseil, le prince de Polignac, prennent en octobre 1829, après débats en conseil des ministres et au Parlement, la décision de lancer une expédition militaire dans le Nord de l'Afrique au printemps 1830, au plus tard le 11 avril, date de l'ordonnance nommant le ministre de la Guerre lui même, le général de Bourmont, commandant en chef du corps expéditionnaire. Le commandement de la flotte est confié, quant à lui, au vice-amiral Duperré.
Les préparatifs sont menés activement sous la direction du général de Bourmont, et du ministre de la marine, le baron d'Haussez.
Sur un plan diplomatique, l'expédition est soutenue par l'Espagne, le royaume de Sardaigne, la Russie, l'Autriche, les Etats-Unis. Plusieurs de ces puissances délèguent des officiers de leurs armées pour participer à l'expédition. Cette dernière suscite l'hostilité de la Grande-Bretagne, qui la perçoit comme une menace pour son hégémonie maritime en Méditerranée, où elle est basée à Gibraltar et à Malte, et celle de l'Empire ottoman, auquel est affilié le Dey d'Alger, mais cette hostilité ne prend pas une tournure militaire.
Après une revue militaire effectuée dans une atmosphère de liesse populaire par le duc d'Angoulême, dans le port de Toulon, puis dans le port de Marseille, le 5 mai 1830, les troupes, 37.000 hommes accompagnés par 4000 chevaux, embarquent le 11 mai 1830 sur une flotte montant au total à 675 navires civils et militaires. L'expédition est lancée par l'appareillage des navires, le 25 mai, après que le vent a tourné.
Le 14 juin 1830, le corps expéditionnaire français débarque sur la presqu'île de Sidi-Ferruch. C'est Frédéric Sion, qui étant marin à bord de la Thélis planta le premier le drapeau français sur la terre algérienne
Elle prend fin 21 jours plus tard, le 5 juillet, date à laquelle, après plusieurs batailles, le dey d'Alger, Hussein, signe à El Biar un acte de reddition, la capitulation d'Alger. Puis les troupes françaises entrent dans la ville le 9 juillet : Alger est prise,.
Elle constitue le premier épisode de la conquête de l'Algérie par la France.
L’armée de la régence d’Alger s'est particulièrement mal préparée à l'expédition française. En effet, le dey, surestimant sa propre puissance, ne fit appel qu'à la moitié des troupes dont il disposait.

## Déroulement

### Résumé chronologique (1830)

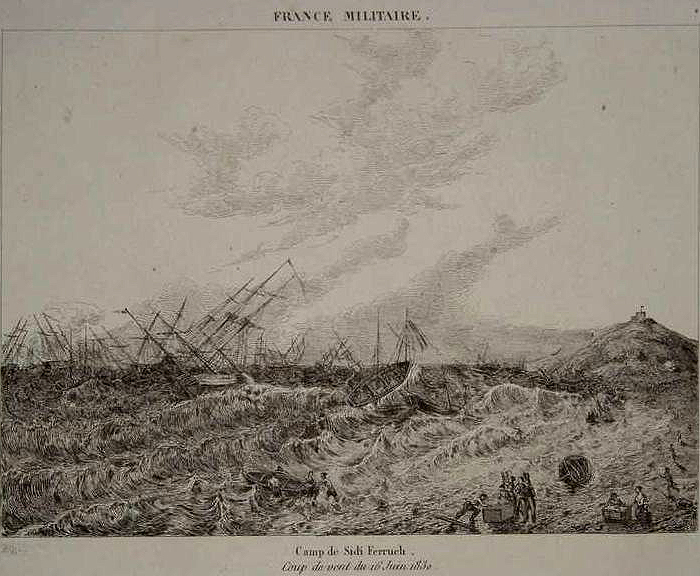
Coup de vent au camp de Sidi Ferruch, le 16 juin 1830.

Les principaux évènements de la campagne sont les suivants :
- 25 mai : départ de Toulon ;
- 27-28 mai : coup de vent qui disperse la flotte ;
- 3 juin : relâche à Palma ;
- 10 juin : départ de Palma ;
- 13 juin : arrivée à Sidi Ferruch ;
- 14 juin : débarquement de Sidi-Ferruch ;
- 19 juin : bataille de Staoueli (première attaque) ;
- 24 juin : bataille de Sidi Khalef ;
- 26 juin : coup de vent (situation critique de la Marine) ;
- 3 juillet : attaque des batteries de mer d'Alger ;
- 4 juillet : prise du fort de l'Empereur (ex-Bordj Moulay Hassan) ;
- 5 juillet : capitulation d'Alger.

### Débarquement de Sidi-Ferruch (14 juin 1830)

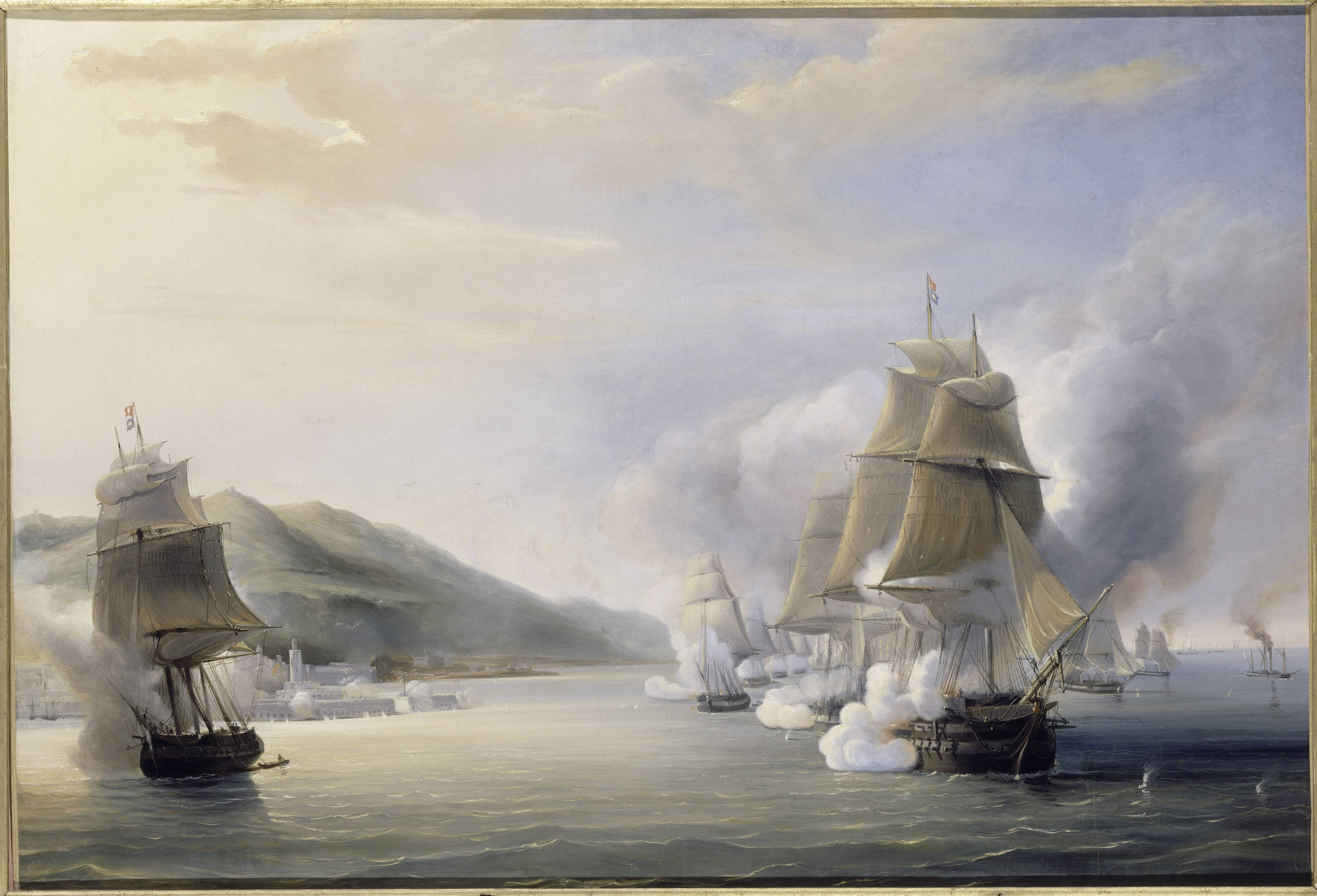
Bombardement de la ville d'Alger par l'amiral Duperré le 3 juillet 1830.

De son côté, Hussein Dey avait rassemblé une armée hétéroclite s'appuyant sur la milice janissaire et renforcée par les contingents fournis par les beys d'Oran, de Constantine et du Titteri. Son commandement a été confié à l'agha Ibrahim.
Selon les sources, les estimations concernant l'effectif total de cette armée varient de 30 000 à 50 000 hommes. Cependant, cette armée s'était particulièrement mal préparée à l'expédition française. Le dey, surestimant sa propre puissance, ne fit appel qu'à la moitié des troupes dont il disposait.

### Bataille de Staoueli (19 juin 1830)
Une seconde bataille a lieu le 19 juin. Les troupes françaises sont restées dans l'immobilisme sur leur tête de pont, dans l'attente du matériel de siège, qui tarde à arriver, et pendant ce temps, les troupes de la Régence se renforcent, s'établissent au campement de Staoueli et consolident leurs lignes face aux Français de quelques batteries au centre de leurs positions.
L'attaque qu'ils déclenchent le 19 juin au point du jour est repoussée au bout de quelques heures par les Français, qui s'emparent de l'artillerie turque et du campement de Staoueli, où ils s'établissent.

### Bataille de Sidi Khalef (24 juin 1830)

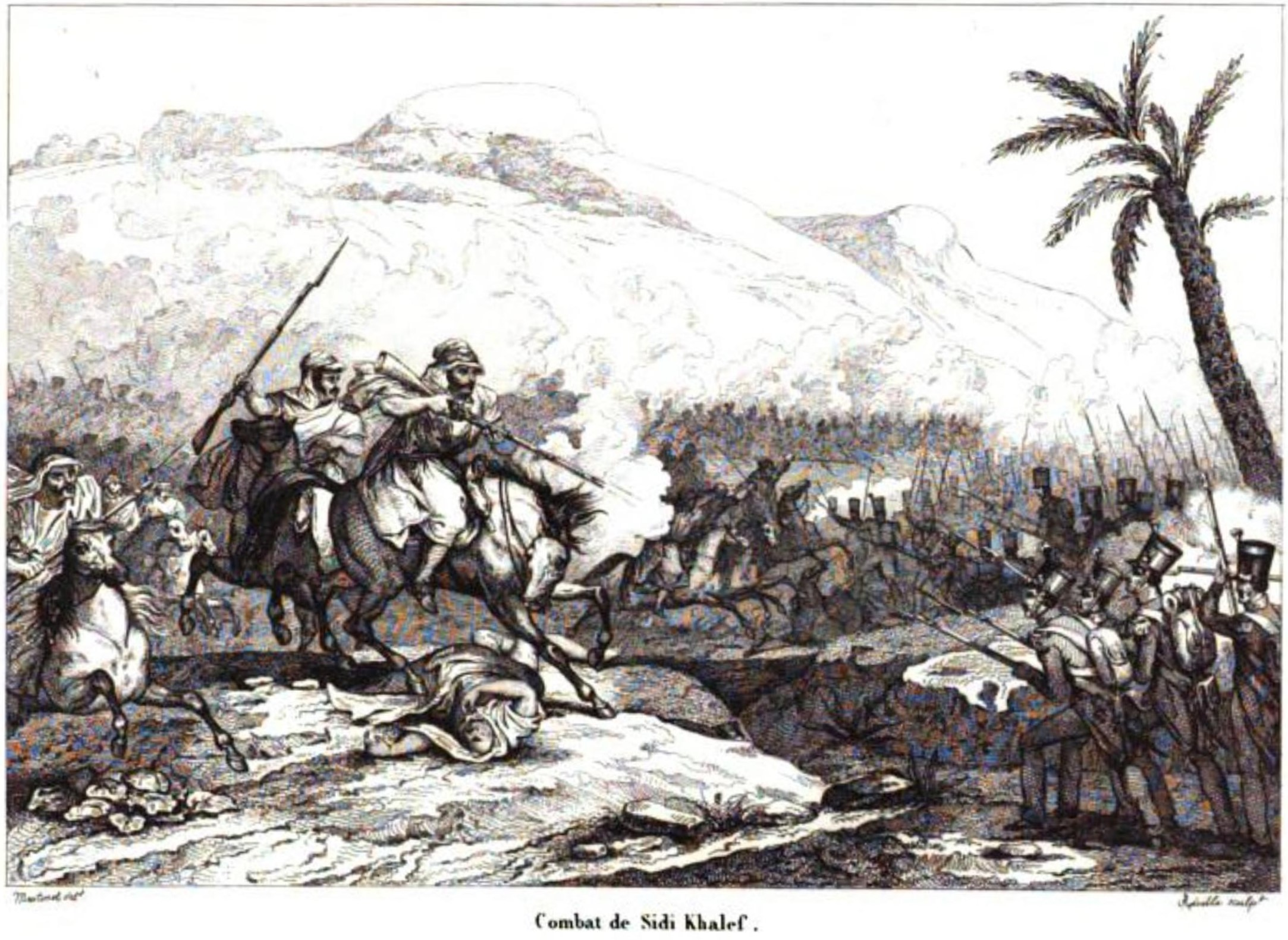
Bataille de Sidi Khalef.

### Bombardements d'Alger (1eret3 juillet 1830)
La flotte française entreprend de bombarder la ville d'Alger en soutien des troupes débarquées, le 1er juillet, et à nouveau le 3 juillet. La flotte échange avec les batteries côtières de vives canonnades, mais à peu près hors de portée. Quelques jours plus tard, le général Valazé, commandant le génie, qui visitait les forts, ironisait, disant « qu'il se chargeait de réparer, pour 7 francs 50 centimes, toutes les avaries causées par la marine aux fortifications ».

### Siège du fort l'Empereur (3 juillet 1830)

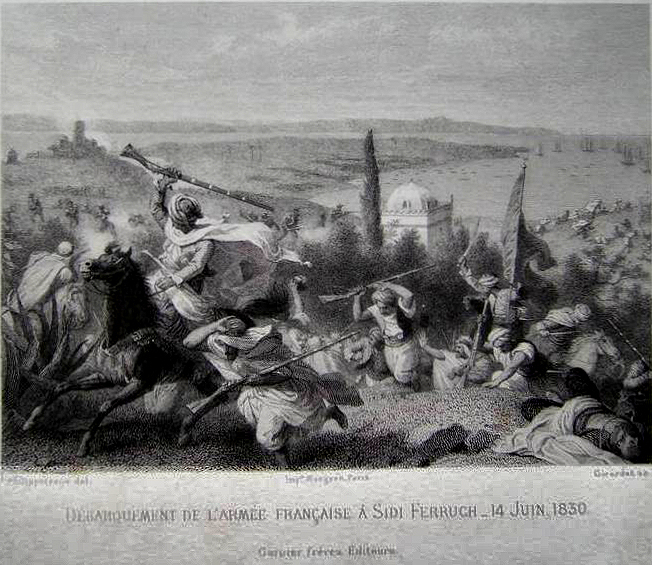
Débarquement de l'armée française à Sidi Ferruch, 14 juin 1830.

Le 29 juin, les troupes françaises arrivent en vue du fort l'Empereur, une forteresse ottomane qui couvre Alger au sud.
Le creusement des tranchées pour le siège du fort est commencé dès le 30, et le 3 juillet dans la journée, toutes les batteries de l'artillerie de siège sont mises en place.
Le 4 juillet vers 4 h du matin, le général de La Hitte, commandant l'artillerie, donne l’ordre d'ouvrir le feu à toutes les batteries la fois ; la riposte turque dure aussi vivement que l'attaque pendant 4 heures, mais à 10 h, les feux du château s'éteignent, tous ses merlons détruits n'offrant plus d'abri aux canonniers, presque toutes les pièces étant démontées, l'intérieur dévasté par les bombes et les obus.
Au moment où l'ordre est donné de battre la forteresse en brèche, une énorme explosion pulvérise la grosse tour au centre du fort de l'Empereur : les Turcs, abandonnant le fort, avaient mis le feu aux poudres.
Devant la kasbah, les troupes françaises découvrent une pyramide de têtes de soldats coupées, conformément aux instructions du dey qui payait une somme à qui en rapportait une.
Les Français s'emparent du fort et tiennent désormais à leur merci la kasbah et la ville d'Alger.

### Capitulation et prise d'Alger (5 juillet 1830)

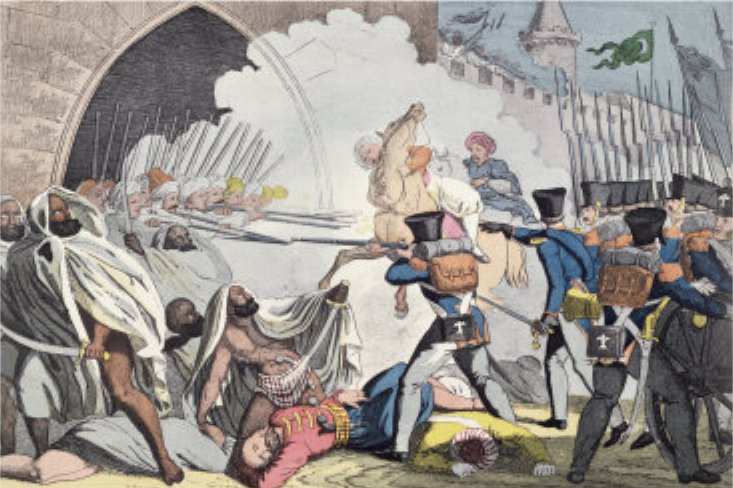
Combat aux portes d'Alger en 1830.

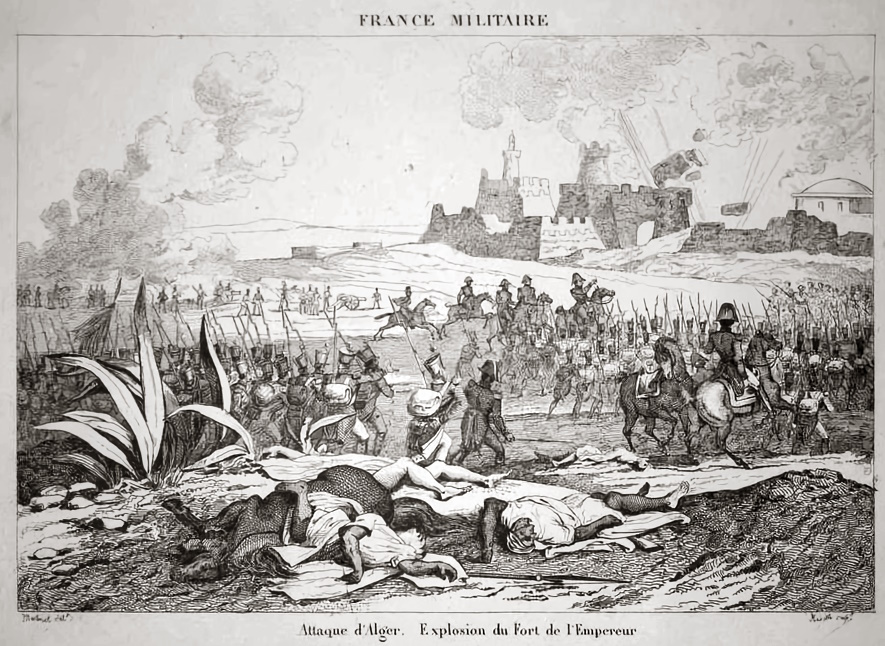
Attaque d'Alger. Explosion du fort de l'Empereur.

Le 4 juillet 1830, la bataille de Staoueli suivie de la prise du fort de l'Empereur livrait à une armée française, Alger, l'antique métropole des pirates barbaresques.
Si la première pensée avait été uniquement d'infliger au dey d'Alger un châtiment sévère, le succès vint en aide à la réflexion pour conseiller de garder, à titre définitif, une conquête dont l'Europe, et surtout l'Angleterre, souhaitait le délaissement.
La résolution prise, on crut que dans un pays à demi organisé comme l'était la régence d'Alger, on trouverait parmi les anciens tributaires du dey une partie des éléments nécessaires pour maintenir l'ordre dans la population indigène, et surtout pour faire rentrer les impôts dont le gouvernement français entendait hériter.
De cette pensée naquirent les zouaves, les successeurs, en quelque sorte, des troupes algériennes.

#### Acte de capitulation

##### Signature de la capitulation
La convention a été signée à El Biar, dans la villa Djenane Raïs-Hamidou, aussi connue comme la Villa du Traité. Elle est située au 17, rue Ali Lamari (ex-rue du Traité). La Villa du Traité est une résidence d'été du XVIIIe siècle qui a appartenu au corsaire Raïs Hamidou et qui servit de quartier général au comte de Bourmont. Elle est actuellement occupée par un centre de soins, annexe de l'hôpital Birtraria. Djenane Raïs-Hamidou a été classé monument historique par un arrêté du 12 septembre 2012, pris au terme d'une procédure de classement ouverte par un arrêté du 13 août 2007.

##### Interprétation de la capitulation
En l'absence de traité d'annexion, la déclaration d'annexion était trouvée, sinon dans l'ordonnance du 22 juillet 1834, du moins dans celle du 10 août suivant,.

## Prolongement
Présentée à l'époque comme une expédition punitive, l'expédition d'Alger, tentée sans succès par le roi Charles III d'Espagne un demi-siècle auparavant, avec l'expédition d'Alger de 1775, apparaît rétrospectivement comme l'acte initiateur d'une extension décisive de l'influence française sur la rive méridionale de la Méditerranée. Cette extension se poursuivra sous la monarchie de Juillet par la conquête de l'Algérie par la France, jusqu'en 1847, puis au fil des régimes politiques successifs, durant plus d'un siècle, jusqu'à la constitution d'un important empire colonial français.

## Commémoration
La rue d'Alger (Paris) rappelle le souvenir de la prise d'Alger.

## Personnalités militaires ayant participé à l'expédition de 1830
Cinq futurs maréchaux de France sont présents dans le corps expéditionnaire : Achille Baraguey d'Hilliers, Patrice de Mac Mahon, Bernard Pierre Magnan, Aimable Pélissier, Jean-Baptiste Philibert Vaillant et trois futurs grands « Africains » : Franciade Fleurus Duvivier, Louis Juchault de Lamoricière et Nicolas Changarnier.